# 西门木炔酸
西门木炔酸（也称反-11-十八碳-9-炔酸，trans-11-octadecen-9-ynoic acid）是一种同时带碳碳三键和碳碳双键的长链脂肪酸，分子式C18H30O2，存在于檀香属的 Santalum spicatum等物种中。